# Insurrection royaliste de 1799 dans le Toulousain
Pour les articles homonymes, voir Bataille de Toulouse.
Guerres de la Révolution française
Batailles
- Pech-David
- Colomiers
- L'Isle Jourdain
- Carbonne
- Beaumont de Lomagne
- Montréjeau

L'insurrection royaliste de 1799 dans le Toulousain ou insurrection royaliste de 1799 dans la Haute-Garonne oppose les royalistes soutenus par les troupes étrangères aux troupes républicaines françaises. Ces événements se déroulent entre août et septembre 1799.

## Déroulement
Des insurgés royalistes très nombreux (environ quarante mille), mais très mal armés, lancent une insurrection massive afin de prendre Toulouse. Ils contrôlent Colomiers et prévoient d'entrer à Toulouse par une porte secondaire.
Après des succès initiaux (bataille de Carbonne), l'insurrection éclate simultanément dans la nuit du 5 au 6 août, à Saint-Lys, Muret, Montgiscard, Lanta et Caraman. La réaction républicaine du Général Rigaud est repoussée à Castanet et Caraman. Dans la nuit du 9 au 10 août, d'autres insurgés pénètrent à l'ouest de Toulouse dans Blagnac, avant de se replier vers Colomiers.
Depuis son château de Terraqueuse, le comte Antoine de Paulo tient quelque temps les villes de Calmont, Lanta et Caraman. Nailloux, Montesquieu, et Baziège au sud-est de Toulouse tombent ainsi à leur tour brièvement aux mains des royalistes.
Les royalistes doivent finalement battre en retraite devant les troupes républicaines venant d'Albi, de Lavaur, de Castelnaudary et de l'Ariège.
Repoussée de Pech-David dans la Garonne, puis à l'Isle-Jourdain, l'armée royaliste est contrainte de se replier en direction de l'Espagne par le val d'Aran. Elle réussit une embuscade au château de la Terrasse, près de Muret, mais est finalement écrasée dans le sang à Montréjeau.
En 2018, est fondé le Comité du souvenir des victimes de la Révolution en Midi toulousain, qui commémore chaque année l'insurrection à Montréjeau. L'association est placée sous le haut patronage du prince Louis de Bourbon (« Louis XX ») et parrainée par plusieurs personnalités dont Jean de Viguerie, Jean Raspail, Reynald Secher, Philippe Pichot-Bravard ou encore le colonel Jacques Hogard.